# فاستینو آسپریا
فاستینو ارنان «تینو» آسپریا اینستروزا (اسپانیایی: Faustino Hernán "Tino" Asprilla Hinestroza‎؛ زادهٔ ۱۰ نوامبر ۱۹۶۹) یک بازیکن فوتبال اهل کلمبیا است.

## زندگی حرفه‌ای
آسپریا در فوریه ۱۹۹۶ با ۶٬۷ میلیون پوند از باشگاه فوتبال پارما به نیوکاسل یونایتد منتقل شد.

## باشگاهی
از باشگاه‌هایی که در آن بازی کرده‌است می‌توان به اتلتیکو ناسیونال، پارما، نیوکاسل یونایتد، پالمیراس، فلومیننزه، یونیورسیداد شیلی و استودیانتس اشاره کرد.

## تیم ملی
آسپریلا همچنین در تیم ملی فوتبال کلمبیا  در جام جهانی ١٩٩۴ آمریکا  و  ١٩٩٨ فرانسه  با تیم کلمبیا حضور داشت. فاستینو در جام ملتهای آمریکا جنوبی (کوپا آمریکا)  در سالهای ١٩٩٣ و ١٩٩۵ به همرا کلمبیا به مقام سوم دست یافت، 

## افتخارات

### باشگاهی
پارما
- جام حذفی فوتبال ایتالیا: ۹۹–۱۹۹۸
- جام برندگان جام اروپا: ۹۳–۱۹۹۲
- سوپرجام اروپا: ۱۹۹۳
- لیگ اروپا: ۱۹۹۵، ۱۹۹۹